# Yvonne McGregor
Yvonne McGregor, MBE, (* 9. April 1961 in Wibsey, Bradford) ist eine britische Radrennfahrerin.

## Sportliche Laufbahn
Yvonne McGregor begann erst im Alter von 29 Jahren mit dem Leistungsradsport. Ihr erster großer Erfolg war der Gewinn der Goldmedaille bei den Commonwealth Games 1994 in Victoria im Punktefahren. Im Jahr darauf stellte sie in Bogotá einen neuen Stundenweltrekord (47,441 km) auf.
1997 wurde McGregor Dritte bei den UCI-Bahn-Weltmeisterschaften in Perth in der Einerverfolgung; 2000 wurde sie Weltmeisterin in dieser Disziplin; 2001 belegte sie in Antwerpen einen vierten Platz
Yvonne McGregor nahm zweimal an Olympischen Spielen teil, 1996 in Atlanta, wo sie zu ihrer großen Enttäuschung in ihrer Paradedisziplin, der Einerverfolgung, nur den vierten Platz erlangte, im 500-Meter-Zeitfahren wurde sie 14. Bei den Spielen 2000 in Sydney errang sie die Bronzemedaille in der Einerverfolgung. Dort nahm sie auch am Straßenrennen teil und belegte den 24. Platz.
19-mal wurde Yvonne McGregor britische Meisterin auf Bahn, zum Abschluss ihrer Karriere im Jahre 2001 im Einzelzeitfahren auf der Straße.

## Sonstiges
Im Januar 2002 wurde Yvonne McGregor mit dem Order of the British Empire ausgezeichnet. 2010 gehörte sie zu den 50 ersten Sportlern, die 2010 in die neugegründete „British Bicycle Hall of Fame“ aufgenommen wurden. Seit 2006 betrieb sie gemeinsam mit dem Trainer Ken Matheson die Trainingsschule „Full Cycle“ in Stoke-on-Trent.

## Erfolge

### Bahn
1994
- Commonwealth-Games-Siegerin – Punktefahren
- Commonwealth Games – Einerverfolgung
- Britische Meisterin – Einerverfolgung

1997
- Weltmeisterschaft – Einerverfolgung

1998
- Britische Meisterin – Einerverfolgung

1999
- Britische Meisterin – Einerverfolgung

2000
- Olympische Spiele – Einerverfolgung
- Weltmeisterin – Einerverfolgung
- Britische Meisterin – Einerverfolgung

### Straße
1994
- Commonwealth Games – Einzelzeitfahren
- Britische Meisterin – Einerverfolgung

2001
- Britische Meisterin – Einzelzeitfahren